# Phreatobius
 Phreatobius  (Gr.: „phrear“ = Brunnen oder Quelle + „bios“ = lebend) ist eine Fischgattung aus der Ordnung der Welsartigen (Siluriformes), die disjunkt im nördlichen und mittleren Südamerika vorkommt und unterirdisch in Brunnen und Quellen lebt.

## Merkmale
Phreatobius-Arten sind kleine, wurmförmige und auffällig rot oder violett gefärbte Fische, die eine Maximallänge von 3,8 bis 5,5 cm erreichen. Die Tiere unterschieden sich durch eine Reihe morphologischer Charakteristika von allen anderen Welsartigen. Dazu gehören ein von oben sichtbares oberständiges Maul mit vorstehendem Unterkiefer, zahlreiche (42-50) dorsale und (22-26) ventrale Nebenflossenstrahlen vor der abgerundeten Schwanzflosse, wodurch diese mit der Rücken- und Afterflosse verbunden ist und einen durchgehenden Flossensaum bildet. Außerdem drei oder weniger Pleuralrippen und eine verlängerte Parapophyse (Fortsatz auf der Unterseite von Wirbeln) am achten Wirbel. Eine Fettflosse fehlt. Alle Afterflossenstrahlen sind unverzweigt. Die auf der Kopfoberseite sitzenden Augen sind klein; ihr Durchmesser beträgt nur 2 bis 6 % der Kopflänge.

## Systematik
Phreatobius hat eine lange Geschichte verschiedener taxonomischer Zuordnungen hinter sich und wurde in der Vergangenheit schon in sieben verschiedene Welsfamilien gestellt, in die Schmerlenwelse (Trichomycteridae), die Kiemensackwelse (Clariidae), die Walwelse (Cetopsidae), die Aal- und Korallenwelse (Plotosidae), die Olyridae, die Antennenwelse (Pimelodidae) und die Heptapteridae, zu denen Phreatobius als Schwestergattung von Gladioglanis in den vielen Systematiken gehört. DNA-Vergleiche zeigen jedoch, dass sich Phreatobius schon sehr lange unabhängig entwickelt und die Schwestergattung einer Klade aus den Antennenwelsen und den Großmaul-Antennenwelsen ist.
Das Kladogramm verdeutlicht die verwandtschaftlichen Beziehungen innerhalb der Pimelodoidea:
|  | Conorhynchos  |
|  |               |
|  | Heptapteridae |
|  |               |

|  | Phreatobius                                                                                                |
|  | |
|  | \| \| Antennenwelse (Pimelodidae) \| \| \| \| \| \| Großmaul-Antennenwelse (Pseudopimelodidae) \| \| \| \| |
|  | |
|  | Antennenwelse (Pimelodidae)                                                                                |
|  | |
|  | Großmaul-Antennenwelse (Pseudopimelodidae)                                                                 |
|  | |

|  | Antennenwelse (Pimelodidae)                |
|  |                                            |
|  | Großmaul-Antennenwelse (Pseudopimelodidae) |
|  |                                            |

|  | Conorhynchos  |
|  |               |
|  | Heptapteridae |
|  |               |

|  | Phreatobius                                                                                                |
|  | |
|  | \| \| Antennenwelse (Pimelodidae) \| \| \| \| \| \| Großmaul-Antennenwelse (Pseudopimelodidae) \| \| \| \| |
|  | |
|  | Antennenwelse (Pimelodidae)                                                                                |
|  | |
|  | Großmaul-Antennenwelse (Pseudopimelodidae)                                                                 |
|  | |

|  | Antennenwelse (Pimelodidae)                |
|  |                                            |
|  | Großmaul-Antennenwelse (Pseudopimelodidae) |
|  |                                            |

Die folgenden drei Arten werden der Gattung zugeordnet:
- Phreatobius cisternarum Goeldi, 1905 (Typusart), aus unterirdischen Wasserläufen auf der Insel Marajó im Mündungsbereich des Amazonas.
- Phreatobius dracunculus Shibatta, Muriel-Cunha & de Pinna, 2007, aus einem künstlichen Brunnen in Rio Pardo im Süden Brasiliens.
- Phreatobius sanguijuela Fernández, Saucedo, Carvajal-Vallejos & Schaefer, 2007, aus einem künstlichen Brunnen in der Nähe des Río Paraguá, einem Nebenfluss des Río Iténez in Bolivien.